# Арроманш-ле-Бен
Аррома́нш-ле-Бен (фр. Arromanches-les-Bains) — коммуна во Франции, находится в регионе Нижняя Нормандия. Департамент коммуны — Кальвадос. Входит в состав кантона Ри. Округ коммуны — Байё.
Код INSEE коммуны — 14021.

## История
Во время Второй мировой войны при проведении операции Оверлорд союзники построили на пляже Арроманша искусственный порт. В настоящее время действует музей, посвящённый этому порту.

## Население
Население коммуны на 2010 год составляло 587 человек.
| 1962 | 1968 | 1975 | 1982 | 1990 | 1999 | 2010 |
| ---- | ---- | ---- | ---- | ---- | ---- | ---- |
| 298  | 339  | 355  | 395  | 409  | 552  | 587  |

## Экономика
В 2010 году среди 373 человек трудоспособного возраста (15—64 лет) 263 были экономически активными, 110 — неактивными (показатель активности — 70,5 %, в 1999 году было 75,2 %). Из 263 активных жителей работали 216 человек (105 мужчин и 111 женщин), безработных было 47 (23 мужчины и 24 женщины). Среди 110 неактивных 30 человек были учениками или студентами, 53 — пенсионерами, 27 были неактивными по другим причинам.